# ریچارد تام
ریچارد تام (انگلیسی: Richard Tom؛ ۸ نوامبر ۱۹۲۰ – ۲۰ فوریه ۲۰۰۷) وزنه‌بردار اهل ایالات متحده آمریکا بود.
وی در مسابقات کشوری و بین‌المللی در مجموع برندهٔ ۱ مدال نقره، ۱ مدال برنز شده‌است.